# Tarot (esoterie)

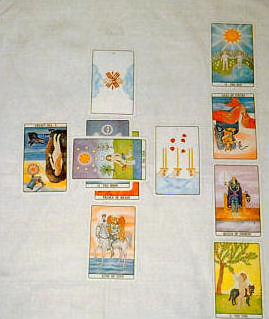
'Het Keltisch kruis', een veelgebruikte kaartlegging voor voorspellingen. Met kaarten van de Golden Dawn tarot.

Tarot is een set van 78 kaarten met symbolische afbeeldingen, afwijkend van de normale 52 speelkaarten. De set wordt veel gebruikt voor persoonlijkheidsanalyse, voor meditatie en voor toekomstvoorspelling. Een belangrijk aspect van de Tarot, dat door de enthousiaste toepassing als voorspelmethode wat in vergetelheid is geraakt, is dat het door esoterische auteurs vanaf de 19e eeuw beschouwd werd als een via symbolen overgeleverde occulte filosofie.

## Geschiedenis
Er bestaan veel en uiteenlopende theorieën over het ontstaan van de tarot. Afgaande op geschiedkundig onderzoek is het tarotspel waarschijnlijk rond de 15e eeuw ontstaan in Noord-Italië, door aan het reeds bestaande kaartspel 4 extra figuurkaarten en 22 troefkaarten toe te voegen.
Voor zover bekend zijn tarotkaarten eeuwenlang slechts gebruikt om mee te spelen, zoals bij Franse tarot. Pas nadat in 1781 Antoine Court de Gebelin in zijn boek Le Monde Primitif beweerde dat tarotkaarten "geheimen van de Egyptenaren" zouden bevatten, begon men Tarotkaarten te gebruiken voor het voorspellen van de toekomst. Sindsdien zijn er allerlei alternatieve theorieën over de oorsprong van de tarot ontstaan, waarvan echter de meeste zijn geformuleerd zonder de historische feiten in acht te nemen. (Zo is de theorie dat de joker zich uit de kaart met de afbeelding van een Dwaas heeft ontwikkeld onjuist. De joker is waarschijnlijk ontstaan uit het spel Euchre.)

## De kaarten

### Samenstelling
Het traditionele tarotspel bestaat uit 78 kaarten: 22 kaarten met een sterk archetypische afbeelding, die door kaartlezers Grote Arcana genoemd worden en de grote thema's uit het leven vertegenwoordigen, en 56 kaarten die tegenwoordig ook wel de Kleine Arcana wordt genoemd; en die gewone personen en alledaagse gebeurtenissen vertegenwoordigen. Deze Kleine Arcana bestaat uit de vier kaartkleuren zoals we die kennen uit Spaanse en Italiaanse kaartspellen: Zwaarden, Staven, Kelken (of Bekers) en Munten (of Pentagrammen) en die overeenkomen met respectievelijk Schoppen, Klaveren, Harten en Ruiten van het bij ons gebruikelijke kaartspel. Elke kleur heeft vier hofkaarten: Koning, Koningin, Ridder en Page. Elke kaartkleur heeft dus in totaal veertien kaarten: getallen 1 t/m 10 plus de 4 hofkaarten. De kaartkleuren corresponderen met de vier elementen: Staven staan voor vuur, de Kelken (of Bekers) voor water, de Zwaarden voor lucht en de Munten (of Pentagrammen) voor aarde.

### Verschillende versies
Het kaartspel waar alle moderne tarotspellen hun structuur aan ontlenen is de zogenaamde Tarot van Marseille. Van de Tarot van Marseille bestaan verschillende versies waarvan de oudste ons bekende, die van Jean Noblet, omstreeks 1650 in Parijs werd gemaakt. De op een na oudste werd door Jean Dodal geproduceerd in Lyon tussen 1701 en 1715. De Bibliothèque Nationale te Parijs bewaart van beide spellen een origineel exemplaar. De bekendste versie van de Tarot van Marseille is degene die omstreeks 1930 werd getekend door Paul Marteau en door uitgeverij Grimaud werd gecommercialiseerd.
De populairste uitvoering is de Rider-Waite Tarot, die begin 20e eeuw is ontworpen door de kunstenares Pamela Colman Smith in samenwerking met de mysticus en occult schrijver Arthur Edward Waite, lid van de Golden Dawn. Veel cursussen en boeken nemen deze set als basis. Ook de Thoth tarot van Aleister Crowley en Frieda Harris is erg populair en bijzonder mooi en kunstzinnig uitgevoerd.
Er bestaan verschillende recente "restauraties" die gebaseerd zijn op oude kaarten in musea en privécollecties. Jean-Claude Flornoy heeft een getrouwe versie gemaakt van de Tarot van Noblet en die van Dodal. Alejandro Jodorowsky en Philippe Tourrasse (alias Camoin) hebben een restauratie met eigen toevoegingen gemaakt van de Tarot van Nicolas Conver.

## Kaartlezen

### Divinatie (esoterisch)
Schrijvers over het occulte uit de 19e eeuw, waaronder leden van de Golden Dawn, maakten een onderscheid tussen 'divination' en 'fortune telling', divinatie en waarzeggerij. Het laatste was een activiteit waar ze op neerkeken, en werd vooral door rondreizende zigeuners in praktijk gebracht. Papus oordeelde dat de vrouwen die zich met de kaarten bezighielden niet het vereiste begrip opbrachten voor de diepzinnige spirituele betekenis van de Tarot.
Le lecteur profane y trouvera l'exposé d'une philosophie et d'une science des plus élevées... et les dames elles-mêmes seront mises en mesure, par le chapitre XX, de s'exercer au maniement, rendu facile, du Tarot divinatoire
Dat 20e hoofdstuk van Le Tarot des Bohémiens beslaat maar een klein deel (nog geen tiende) van het boek, waarin hij aan 'les dames' in zes lesjes uitlegt hoe je tarotkaarten legt en leest om de toekomst te voorspellen. Ondanks die houding heeft het 'waarzeggerij-aspect' van de tarot meer populariteit verworven dan de occulte filosofie die mensen als Antoine Court de Gébelin, Eliphas Levi, Papus en latere esoterische tarotauteurs wilden openbaren.
Ook de Amerikaanse occultist en kabbalakenner Paul Foster Case (1884 – 1954) vond dat iedereen die op die manier met de tarot omging zichzelf spiritueel kreupel maakte ('Crippled himself spiritually').
Een aantal esoterische scholen waaronder the Hermetic Order of the Golden Dawn, beschouwen de Tarot eerder als een soort tekstboek en geheugensteun om hun leer over te brengen. Het gaat dan om een soort kennis die alleen voor ingewijden beschikbaar is (vandaar 'arcana', de geheime kennis of leer) en waarbij met de tarot technieken als meditatie en visualisatie van symbolen worden gebruikt om toegang te krijgen tot een 'astraal niveau'. Aleister Crowley, die zijn eigen tarotdeck de 'Thoth tarot' ontwierp, adviseerde de tarotadepten eveneens om door middel van meditatie intuïtieve kennis van de symboliek van de tarotkaarten te verwerven. Van de dichter William Butler Yeats is bekend dat hij een tarotkaart uitkoos en op zijn voorhoofd drukte om zich op de kaart te concentreren en er zo 'toegang' tot te krijgen.

### Waarzeggerij
Er zijn verschillende manieren om tarotkaarten te gebruiken voor waarzeggerij. Volgens sommigen is de tarot een studie waarbij iemands toekomst wordt bekeken aan de hand van een vraag. Dit behoort tot de occulte studies. Anderen zeggen dat tarot een manier is om inzicht te krijgen in bepaalde problemen en vraagstukken.
De bekendste kaartleggingen zijn 'heden-verleden-toekomst' en het Keltisch Kruis, waarbij 10 kaarten worden gelegd die meer verklaren over de oorzaak en achtergronden van het vraagstuk/de situatie, de invloed van derden en (eventuele) ontwikkelingen in de toekomst.
Voor waarzeggerij worden trouwens vaak speciaal daarvoor ontworpen kaarten gebruikt, zoals die van Etteilla, die van Mlle Lenormand; ook zigeuners gebruiken soortgelijke sets die eenvoudiger zijn dan de tarotkaarten en door de kleurige afbeeldingen van situaties en personen meer afgestemd zijn op toekomstvoorspelling.
Heel wat christenen beschouwen het voorspellen van de toekomst met tarotkaarten als een vorm van occultisme. Wanneer iemand probeert zijn eigen lot te weten te komen of te voorspellen is dit volgens hen immers in strijd met het geloof in de goddelijke (alwetende) voorzienigheid. Praktijken als waarzeggerij schilderen zij ook af als een gevaar, omdat het iemand in contact zou kunnen brengen met kwade machten.

## Tarotleggingen
Een tarotlezer maakt gewoonlijk gebruik van verschillende leggingen, en laat dit vaak afhangen van het soort vraag dat gesteld wordt door de consultant. Zo is de "Jaarhoroscoop" een speciale legging voor voorspellingen en advies over het komende jaar, en is de "Twaalf huizen" geschikt als algemene levenslegging of om iemands vragen over gezondheid mee te beantwoorden. Voorbeelden van tarotleggingen:
- Keltisch kruis, Oosters kruis, Zigeunerlegging, Rad van Fortuin, Piramide, Hoefijzer, Drie kaarten-legging, Jaarhoroscoop, Twaalf huizen, Verleden levens, Levensboom, Jungiaanse legging.